# Paranoja (album)
Paranoja – album kompilacyjny zawierający instrumentalne nagrania radiowe klawiszowca Stefana Sendeckiego z lat 1980–1981. Wydany nakładem wydawnictwa Gad Records.

Nagrany w latach 1980–1981 materiał to muzyka z pogranicza jazzu, rocka i muzyki rozrywkowej, pełna funkowych rytmów, melodyjnych tematów i nietuzinkowych partii solowych. Można znaleźć też akcenty latynoskie (For My Lady). Zawarta na krążku muzyka została zremasterowana z oryginalnych taśm z archiwum PR Katowice i zawiera książeczkę ze szkicem na temat artysty.

## Lista utworów[1][2]
1. „Pierwszy zestaw” – 5:14
2. „For My Lady” – 6:55
3. „Tresowany szczur” – 7:15
4. „Camel-Leon” – 6:38
5. „Przyszłaś w samą porę” – 3:00
6. „Paranoja” – 4:12
7. „Powrót do Tijuany” – 4:32

- Muzyka i aranżacja: Stefan Sendecki

## Twórcy[1][2]
- Stefan Sendecki – instrumenty klawiszowe (1-7)
- Dżamble (1-3)
- Zespoły instrumentalne pod kier. S. Sendeckiego (4-7)

## Opracowanie[2]
- Michał Wilczyński – producent
- Łukasz Hernik – współproducent, projekt graficzny
- Anna Piontek – redakcja
- Andrzej Prugar – realizacja dźwięku
- Zdjęcia z archiwum kompozytora
- Przemysław Pomarański – obróbka zdjęć